# Santiago Sautel
Santiago Sautel (La Plata, 20 de mayo de 1983) es un periodista, politólogo y escritor argentino. Actualmente dirige el Grupo Realpolitik, un multimedio de noticias que fundó en diciembre de 2006. Conduce dos programas televisivos por Canal (á) (Artear): “Prefacio” y “Destino a...”. Es autor del libro Justicia por mano propia: el libro que Francisco de Narváez no pudo comprar (Deauno Ediciones, 2017). En el 2020 fue reconocido por su trabajo en Realpolitik en la categoría Mérito en la Excelencia al Periodismo Político, recibiendo un galardón en The Napolitan Victory Awards, entregados por The Washington Academy of Political Arts and Sciences.

## Biografía
Nació en 1983 en el límite de la localidad bonaerense de San Carlos, a metros de la ciudad de La Plata.
Cursó la educación primaria en el Colegio San Cayetano de La Plata, y la secundaria en el instituto ex Normal Nro. 1.

## Formación académica
Al terminar la escuela, Sautel se adentró en diversas carreras en la Universidad Nacional de La Plata, hasta que ingresó a la Universidad Católica de La Plata
Dirección General de Prensa e Información de la Oficina del Primer Ministro de Turquía para participar en el curso internacional “International Journalism Training for Latin American Journalists. Se trata del Programa Turco de Entrenamiento de Medios que dicta la Anadolu Agencia News Academy de Turquía. También recibió una beca en el Instituto Internacional de Liderazgo de Israel, creado en 1958 por el ministerio de Relaciones Exteriores de Israel y la Confederación General de Trabajadores de Israel (Histadrut), para especializarse en medios de comunicación en zonas de conflicto. Esta capacitación pone el foco en la responsabilidad que llevan los comunicadores sociales en temas de alta sensibilidad, ya que su contribución puede afectar los ritmos de los conflictos y los procesos que se derivan de ellos.

## Vida Profesional

### Comienzos
Inició en el mundo laboral a temprana edad, con trabajos independientes y de medio tiempo. Comenzó como empleado público en la municipalidad de La Plata y en el poder judicial.

### Realpolitik
El 20 de diciembre de 2006, a sus 23 años de edad, fundó Realpolitik, su propio medio de comunicación que, luego de 12 años, habría de convertirse en el Grupo Realpolitik, agencia de noticias, una emisora de radio y un canal de televisión.Santiago Sautel estuvo involucrado en una investigación judicial vinculada a la inteligencia ilegal y el espionaje. Se radicó en el Juzgado Federal de Dolores e inició a partir de la denuncia de Pedro Etchebest contra los Sres. Marcelo D´allesio, Carlos Stornelli y Claudio Bonadio. Además, lo acusaron de compartir información sin verificar mediante la agencia de noticias que preside
La señal de radio comenzó a transmitirse en 2016 en frecuencia modulada (FM), hasta que se mudó enteramente a la emisión digital. Por su parte, el canal de televisión comenzó a funcionar en el 2018, A partir de sus notas de carácter ácido, pero dateado sus publicaciones alcanzaron al interés de los grandes medios nacionales y de la clase política nacional. Entre los medios más destacados que citaron a Realpolitik como fuente de información, se encuentran Clarín y Perfil.
En septiembre del 2020, Sautel fue denunciado por una supuesta filtración de información privada de la AFI (dirigida, en ese entonces, por funcionarios de Juntos por el Cambio) durante la investigación por el espionaje a Cristina Fernández de Kirchner, iniciada por Cristina Caamaño. Según la denuncia, presentada por un grupo de exagentes de la AFI, junto a funcionarios de Juntos por el Cambio, la información publicada en Realpolitik era privada y ponía en riesgo a los agentes de seguridad de la Nación y a las relaciones internacionales construidas. 
En junio del 2022, la jueza federal María Servini de Cubría sobreseyó a Sautel, argumentando que la publicación de la información en Realpolitik no implicaba un delito, dado que no supuso una amenaza para la seguridad y las relaciones externas del país. Además, fueron sobreseídos todos los denunciados en la causa: la interventora de la AFI Cristina Caamaño, el juez Juan Pablo Augé y los fiscales Cecilia Incardona y Santiago Eyherabide. El abogado de Sautel en ambos casos fue Marcelo Peña.
Sautel se vio envuelto como blanco de investigaciones irregulares. En octubre del 2021, El Tribunal Oral en lo Criminal Federal Nro. 2 condenó a prisión a los exagentes de la AFI Rolando Barreiro y Claudio Álvarez, a Marcelo D'Alessio y al exfiscal Juan Ignacio Bidone por intento de extorsión a Gabriel Traficante e investigaciones irregulares a, entre otros, Santiago Sautel.
Denuncias y acusaciones
Santiago Sautel estuvo involucrado en una investigación judicial vinculada a la inteligencia ilegal y el espionaje. Se radicó en el Juzgado Federal de Dolores e inició a partir de la denuncia de Pedro Etchebest contra los Sres. Marcelo D´allesio, Carlos Stornelli y Claudio Bonadio. Además, lo acusaron de compartir información sin verificar mediante la agencia de noticias que preside.

### World Wide Elections
Junto a la consultora Mel García, Santiago Sautel creó “World Wide Elections”, una fundación que tiene como objetivo promover y visibilizar los procesos electorales en el mundo como parte fundamental de los sistemas democráticos. Esta organización ya desarrolló eventos exitosos en varios países, incluido Argentina, Brasil y Paraguay, en ocasiones siendo reconocida oficialmente como Misión de Observadores Internacionales.

### Justicia Por Mano Propia
Hasta el momento, Sautel publicó un libro: Justicia por mano propia: el libro que Francisco de Narváez no pudo comprar (Deauno edición, 2017), basado en una de sus investigaciones realizadas como periodista. Esta obra relata la golpiza que sufrió el periodista Mario Casalongue en 2015, por parte del político colomboargentino Francisco de Narváez, entonces precandidato a gobernador de Buenos Aires.

### Televisión
En la actualidad, Sautel conduce dos programas televisivos. Desde 2018, realiza “Prefacio”, ciclo que surgió en Canal 22 Web y se mudó a Canal (á) de Artear en 2019. Allí desarrolla entrevistas a autores de libros. Además, desde 2021, conduce “Destino a...”, programa que retrata diversas culturas del mundo.

## Distinciones
Sautel es ex becario “International Visitor Leadership Program” en el Departamento de Estado de los Estados Unidos; ex becario “Formadores de Opinión para la Paz 2014” en Turquía, Jordania, Israel y Palestina; y ex becario “Turkey Media Training Program” en la Oficina del Primer Ministro de Turquía. Asimismo, fue declarado “Embajador de Buena Voluntad de Israel” por el gobierno israelí, y recibió una beca de la organización Innovation Experience para desarrollar capacitaciones en aquel país.
En adición, en el 2011 y 2012, recibió el Premio Galena por su labor en el ciclo político radial “Sobre las Tablas”.
Con respecto a su trabajo televisivo, en 2018, la Asociación de Periodistas de la Televisión y la Radiofonía Argentina (APTRA) nominó a Sautel al Martín Fierro Digital en la categoría de Mejor Contenido Temático por su labor en la conducción de “Prefacio”.
Por último, Sautel obtuvo reconocimientos como periodista y como director del Grupo Realpolitik, su propio grupo multimedial. En el 2016, fue condecorado con un Premio Dorado por su calidad como uno de los medios más visitados e informados. Además, en el 2016 recibió un Premio Binacional Río de los Pájaros en el rubro Política Nacional. Más recientemente, Sautel se convirtió en ganador del galardón The Napolitan Victory Awards 2020 en la categoría Mérito en la Excelencia al Periodismo Político por The Washington Academy of Political Arts and Sciences. Estos premios son considerados como uno de los más importantes a nivel continental dentro del ámbito del periodismo política internacional.